# Equipo Realidad
Equipo Realidad fue un grupo artístico activo en Valencia entre 1966 y 1976, y compuesto por Joan Cardells (1948-2019) y Jorge Ballester (1941-2014). Su obra se caracterizó por la denuncia y crítica satírica del franquismo y el desarrollismo, y se desarrolló principalmente en el ámbito de la pintura y la cartelería.

## Trayectoria

### Primera etapa: inicios y Crónica de la realidad
Su primera etapa se encuentra cercana a los presupuestos de la corriente "Crónica de la realidad", en la que también se encuadró el Equipo Crónica. Acuñada por el crítico Vicente Aguilera Cerni, esta corriente se caracterizó por practicar una figuración crítica con estética pop y un importante componente de compromiso político en el contexto de la España desarrollista y pre-democrática. Bajo estos presupuestos, Equipo Realidad rechazó el subjetivismo e individualismo artístico, abogando por el trabajo en equipo y el compromiso político.
El grupo surgió en la Escuela de Bellas Artes de Valencia, donde Cardells y Ballester entraron en contacto en 1964 entre sí y con el ambiente comprometido de los artistas agrupados en Estampa Popular de Valencia y el Equipo Crónica.Como estos últimos, trabajaron con la galería Val i 30 de Valencia.El año siguiente, Equipo Realidad se constituye como colectivo, y en 1966 realiza su primera obra, El entierro del estudiante Orgaz.El cuadro partía de la conocida obra de El Greco para denunciar la represión del movimiento estudiantil por parte del franquismo.En 1967 continúan este modelo de resignificación de obras clásicas en La Anunciación, que satiriza las dinámicas del consumismo y la hegemonía cultural estadounidense mostrando a Supermán como el Arcángel Gabriel, que trae un paquete de detergente a una ama de casa que, de forma análoga a la Virgen María, celebra su llegada con júbilo.
Ese año, participaron junto al Equipo Crónica en la exposición colectiva "Le Monde en question", organizada en el Musée d'Art Moderne de la Ville de Paris, que buscaba consolidar una propuesta de figuración crítica desde postulados de izquierda.
Influidos por la filosofía marxista, en esta época se repiten temas como el consumismo, la opresión política, los falsos convencionalismos de los medios de comunicación de masas, la función del arte o el papel de la mujer en la sociedad.Asimismo, se trata de representaciones que recurren a la sátira, la iconoclasia y el reciclaje de imágenes como forma de crítica e intervención social. Formalmente, se trataba principalmente de pintura acrílica sobre tabla con colores vibrantes y cercanos a los del pop art, aunque también llevaron a cabo carteles, portadas de revistas o murales.

### Segunda etapa: experimentación con la imagen y disolución
Tras unos años de transición en que hacen dos viajes a París, trabajan durante un año en Italia y replantean los objetivos de su producción, Equipo Realidad inicia una segunda etapa a partir de 1972. A partir de ese momento crean grandes series de óleos sobre lienzo reutilizando fotografías o cuadros ya existentes, que recurren a procedimientos de distorsión y manipulación de la imagen para subrayar su carácter fabricado y artificioso. Buscan hacer visible su condición de "imágenes de imágenes", y afirman que lo que les interesa “no es la realidad, sino su imagen”.
En obras como la serie Hogar, dulce hogar (1972) utilizan estos mecanismos para cuestionar la domesticidad burguesa que se vendía como un nuevo ideal aspiracional, resignificando imágenes de catálogos y revistas de decoración. Otras series de este periodo son Del antiguo y ropajes (1972), Retrato del retrato de un retrato de... (1972) y Cuadros de historia (1973-1975). El uso de la sátira en estas piezas se aborda de forma más estratégica y sutil, evitando un uso más indiscriminado de la misma. En esta época comienzan a trabajar con la Galería Punto de Valencia, lo que les permitió conseguir cierta estabilidad económica. No obstante la relación del grupo con las galerías y los circuitos comerciales fue un objeto constante de debate interno durante su trayectoria.
En 1976 Joan Cardells abandonó Equipo Realidad.Jorge Ballester continuó trabajando bajo el nombre del grupo, y durante un año colaboró con el fotógrafo Enrique Carrazoni. En 1978 dejó de añadir “Equipo Realidad” a su firma de forma definitiva .
Participaron en más de 100 exposiciones colectivas o individuales. Entre estas últimas destaca la realizada en la Sala de Cultura de la Fundación Caja Navarra en Pamplona (1973) y la retrospectiva del IVAM de 1993.Su obra se encuentra en las colecciones del Museo Reina Sofía, IVAM o Banco de España.En los últimos años se han realizado distintas exposiciones de la obra del Equipo.